# Cipriano Olaso
Cipriano Olaso Aranguren (Pamplona, 16 de septiembre de 1868 - Ib., 15 de noviembre de 1930) fue un sacerdote español fundador de los Tarsicios Eucarísticos de la Adoración Nocturna y la Unión Apostólica de Pamplona.

## Biografía
Nació en el Casco Viejo de Pamplona, en la calle Curia. Era el primero de los cinco hijos nacidos del matrimonio formado por Miguel Olaso Salinas (un pequeño comerciante de tejidos, venido de Roncesvalles) y Ramona Aranguren Errea (natural de Salinas de Pamplona). Recibió los sacramentos de la iniciación cristiana en las parroquias de San Juan Bautista y de San Agustín.
Estudió en los seminarios de Pamplona (1880-1892) y de Toledo, donde obtuvo la licenciatura en Teología en 1893. Regresó a Pamplona y participó en la peregrinación obrera a Roma en 1894.
En julio de 1888 acoge en su casa al músico y tenor Remigio Múgica, junto a su hermano, que acudía presuroso a opositar por la plaza de tenor de la catedral de Pamplona que, finalmente, obtuvo.
Fue profesor en el Seminario de Pamplona. También estuvo a cargo de este centro llegando luego a ser rector. 
Fue fundador, catequista y director de los Tarsicios Eucarísticos de la Adoración Nocturna de Pamplona donde realizó numerosos actos de caridad hacia los más pobres de la ciudad, de la Asociación de jóvenes de María Inmaculada y San Luis Gonzaga, los Luises de Pamplona, así como del centro de la Unión Apostólica de Sacerdotes seculares de la Diócesis de Pamplona y de la Asociación de San Francisco Javier para seminaristas.
Falleció el 15 de noviembre de 1930 siendo celebrados sus funerales en la parroquia de San Juan Bautista, sita en la Catedral de Pamplona. Sus restos reposan en la capilla mayor del Seminario de Pamplona a donde fueron trasladados el 16 de abril de 1942.

## Publicaciones
- Publicó varias obras religiosas breves, como la Lecciones de Teología Sacerdotal.

- Fue el fundador y director del boletín de «La Unión Apostólica» (1917) y la revista «El Mensajero Eucarístico» (1910-1923) órgano de la Hermandad eucarística.[8]

## Reconocimientos
- El Ayuntamiento de Pamplona le dedicó una calle en el Segundo Ensanche de Pamplona, cerca del seminario.